# Goliathus
Goliathus, đôi khi được gọi là Bọ cánh cứng khổng lồ (theo thuật ngữ tiếng Anh Goliath beetles) là một chi bọ cánh cứng trong họ Scarabaeidae, phân họ Cetoniinae. Chúng là một trong những nhóm loài côn trùng lớn nhất trái đất nếu so sánh với các nhóm côn trùng khác về kích thước, số lượng và trọng lượng.

## Mô tả
Các loài Goliathus có thể được tìm thấy nhiều ở các khu rừng nhiệt đới Châu Phi. Thức ăn của chúng là trái cây hay hút nhựa cây. Ấu trùng của chúng rất hiếm thấy nên khó tìm hiểu về chu kỳ vòng đời trong tự nhiên. Tuy nhiên, người ta đã thành công trong việc nuôi lớn chúng để quan sát chu kỳ vòng đời và là nguồn Protein dồi dào để làm thức ăn cho vật nuôi.
Giống như hầu như tất cả bọ cánh cứng khác, Goliathus có một đôi cánh được gia cố đầu tiên (gọi là elytra) hoạt động như vỏ bảo vệ cho đôi cánh và bụng thứ cấp của chúng. Chỉ có đôi cánh thứ hai (lớn và màng) thực sự được sử dụng để bay. Khi không sử dụng, chúng được giữ kín hoàn toàn bên dưới elytra. Mỗi chân của bọ Goliathus kết thúc bằng một cặp móng sắc nhọn, cung cấp độ bám mạnh mẽ để leo lên thân cây và cành cây.
Bọ Goliathus trưởng thành có chiều dài từ 60mm tới 110mm (từ 2,4in tới 4,3in) với giống đực, với giống cái là từ 50mm tới 80mm (từ 2,0in tới 3,1in) và có thể nặng tới 50g (1,7oz), ấu trùng của chúng nặng gấp 2 lần. Những con cái có màu nâu sậm đến trắng mịn, con đực thường có màu nâu / trắng / đen hoặc đen / trắng. Con đực có một sừng hình chữ Y trên đầu, được sử dụng như một thanh nâng lên trong trận chiến với những con đực khác để giành lấy thức ăn hoặc bạn tình. Con cái không có sừng và thay vào đó có đầu hình nêm hỗ trợ đào hang khi đẻ trứng. Ngoài kích thước khổng lồ của chúng, những con bọ cánh cứng lớn cũng có hoa văn nổi bật. Các dấu hiệu nổi bật chung cho tất cả các loài bọ cánh cứng lớn là các sọc dọc màu đen tương phản mạnh trên pronotum (lá chắn ngực).

## Các loài
- Goliathus albosignatus Boheman, 1857
- Goliathus cacicus (Voet, 1779)
- Goliathus goliatus (Linnaeus, 1771)
- Goliathus kolbei Kraatz[1]
- Goliathus regius Klug, 1835
- Goliathus orientalis Moser, 1909